# Jardin du Luxembourg

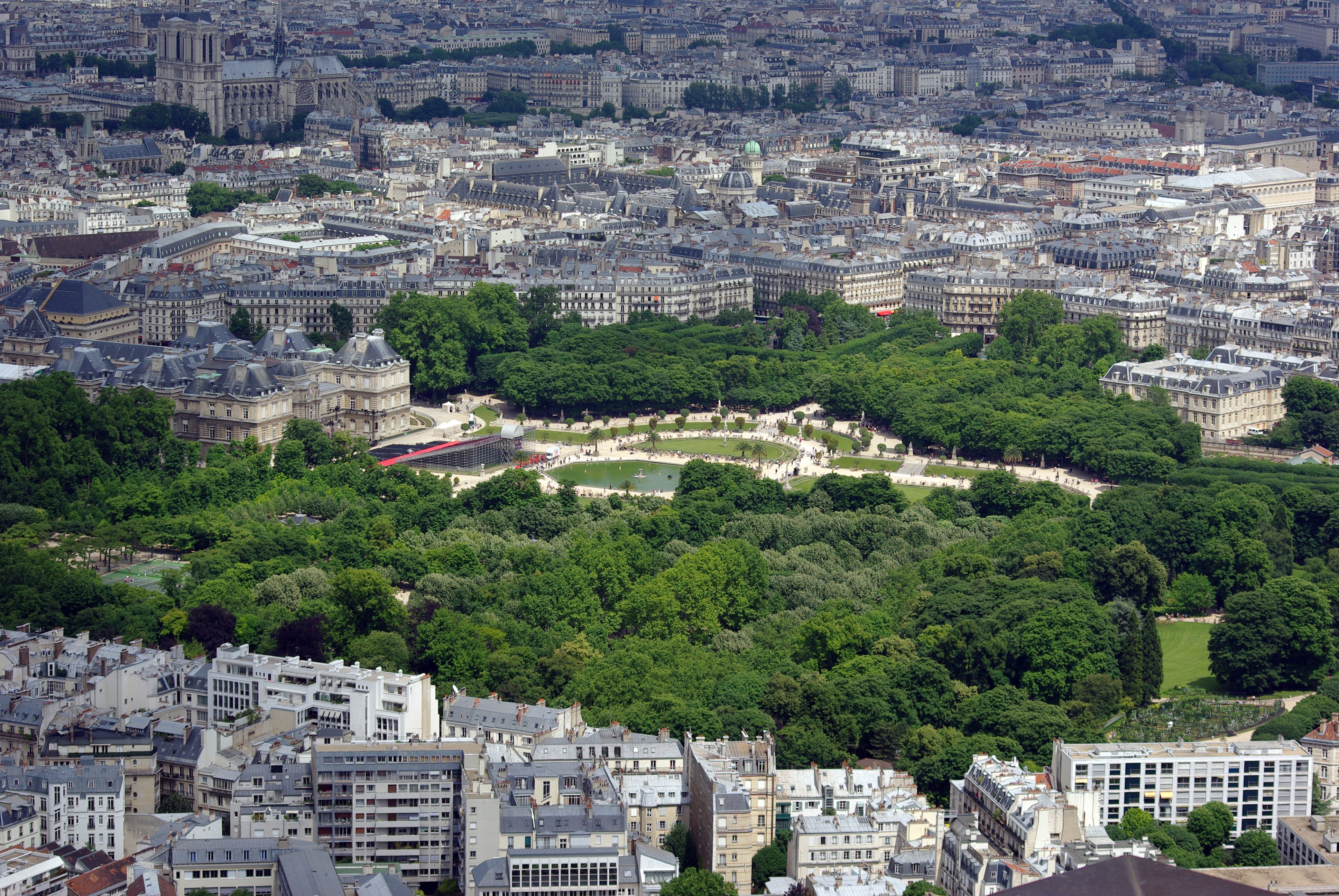
Luftaufnahme des Jardin du Luxembourg

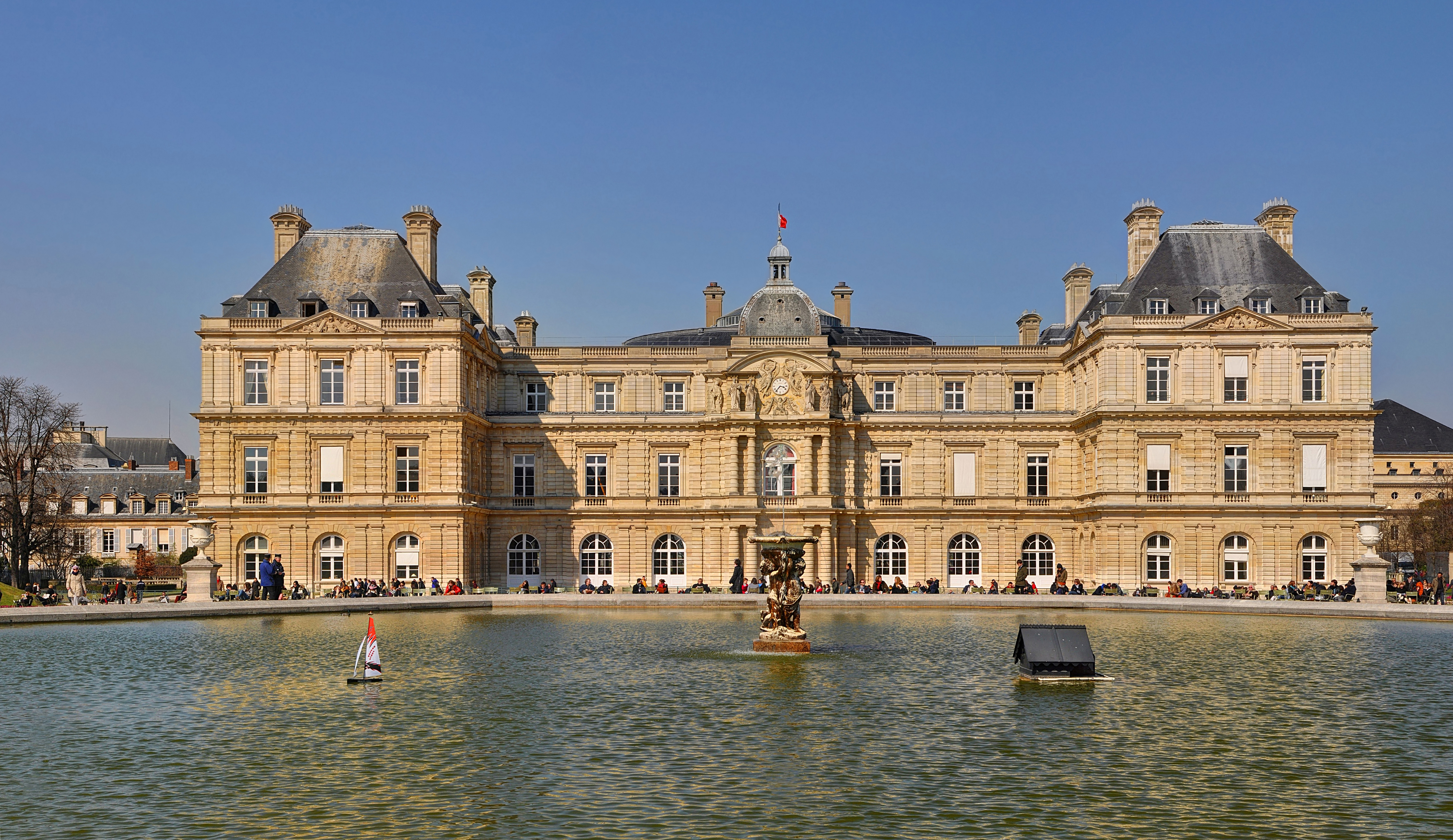
Palais du Luxembourg

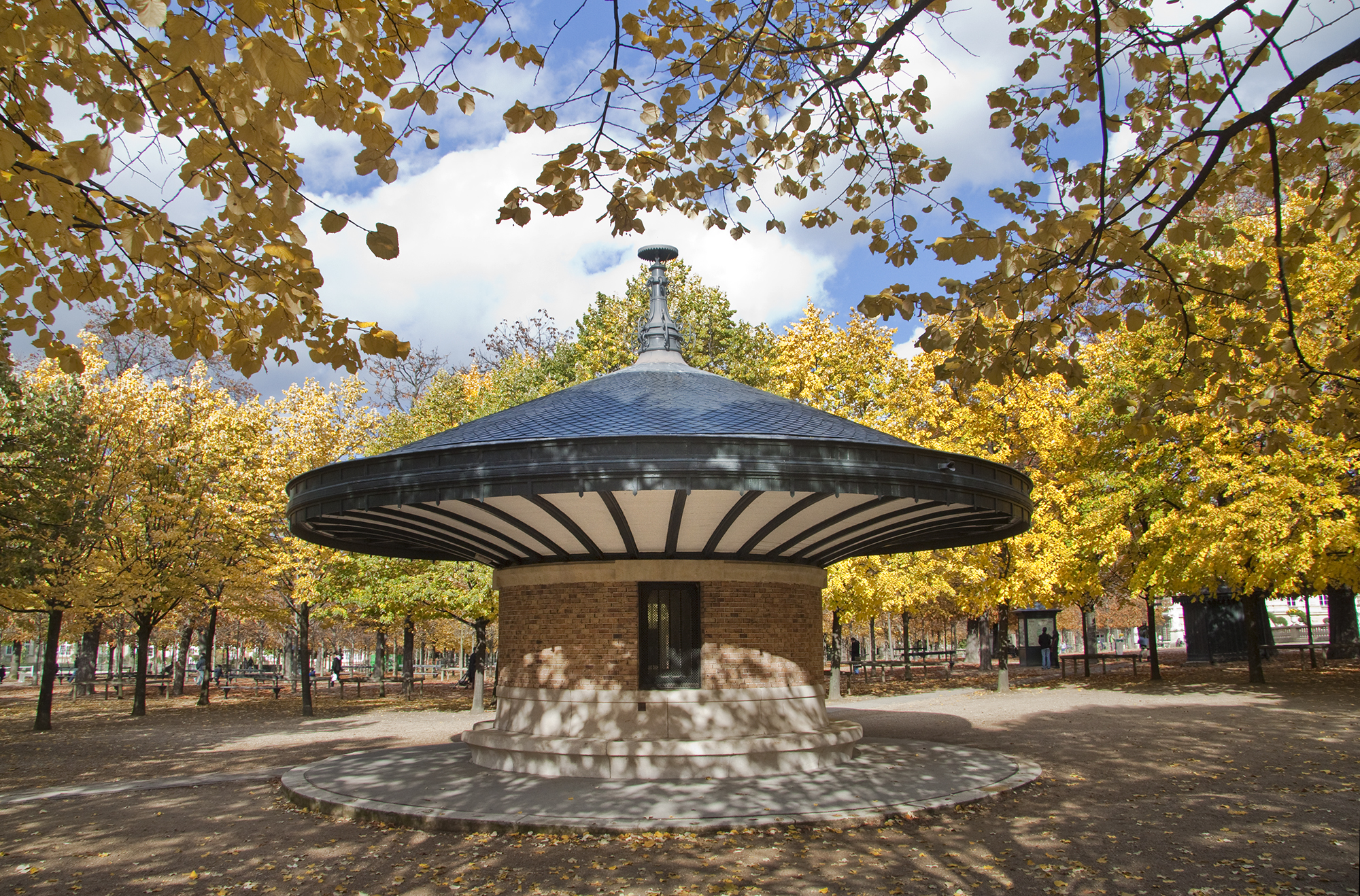
L'abri des surveillants
(deutsch Unterstand der Wärter)

Der Jardin du Luxembourg (deutsch Luxemburggarten) ist ein früher königlicher, heute staatlicher Schlosspark im Pariser Quartier Latin (6. Arrondissement) mit einer Fläche von 26 Hektar. Die Anlage gehört zum Palais du Luxembourg, in dem der Senat tagt, das Oberhaus des französischen Parlamentes.
Der Jardin du Luxembourg ist im Norden begrenzt von dem gleichnamigen Palais, dem kleineren Nebenschloss Petit Palais, das dem Senatspräsidenten als Amtssitz dient, der Orangerie und dem Musée du Luxembourg, und im Osten von der École des Mines. Er gliedert sich in zwei Bereiche: Im Umfeld des Schlosses liegen streng geometrische, schon seit Anfang des 17. Jahrhunderts auf die klassizistische französische Gartenkunst hinweisende Blumenbeete und Terrassen, westlich und südwestlich davon die zu einem späteren Zeitpunkt im Stil englischer Landschaftsgärten freier gestalteten Bereiche.

## Freizeitangebot
Der Park, der sich besonders bei den Pariser Familien, den Studenten der benachbarten Hochschulen und den Joggern großer Beliebtheit erfreut, bietet mannigfaltige Möglichkeiten zur Freizeitgestaltung und zur sportlichen Betätigung. Im südwestlichen Bereich ähnelt er einem Freizeitpark. Hier stehen den kleineren Kindern das in einem festgefügten steinernen Miniaturtheater untergebrachte, Guignol genannte Kasperle-Theater, dessen Ursprünge auf das Jahr 1881 zurückreichen, ein altes, von Charles Garnier entworfenes und von Rilke besungenes Kinderkarussell und Ponys für Reitpartien und Kutschfahrten zur Verfügung, den größeren ein Abenteuerspielplatz. Auch Tennis- und Basketballplätze sind vorhanden, sowie eine Anlage für das Jeu de Paume, einem Spiel mit der Handinnenfläche, ein Vorläufer des Tennisspiels. Es gibt einen überdachten Schachspiel-Platz, ein Boulodrome und zwei Kaffeegärten. Vor der Gartenfassade des Schlosses befindet sich ein Wasserbecken, in dem traditionell selbstgebastelte oder gemietete Modellboote im Wind segeln. Freiluftkonzerte finden unter einem Musikpavillon beim Haupteingang am Boulevard Saint-Michel statt. Dort werden an der Außenseite der Gitter auch regelmäßig Foto-Ausstellungen veranstaltet.
In der äußersten südwestlichen Spitze des Gartens befindet sich die – nach Einschreibung – jedermann offenstehende Imkerschule und der sorgfältig gehegte Obstgarten mit seinen Spalieren. Die Produkte des dereinst königlichen Gartens werden alljährlich im Herbst in der Orangerie ausgestellt und zum Verkauf angeboten.

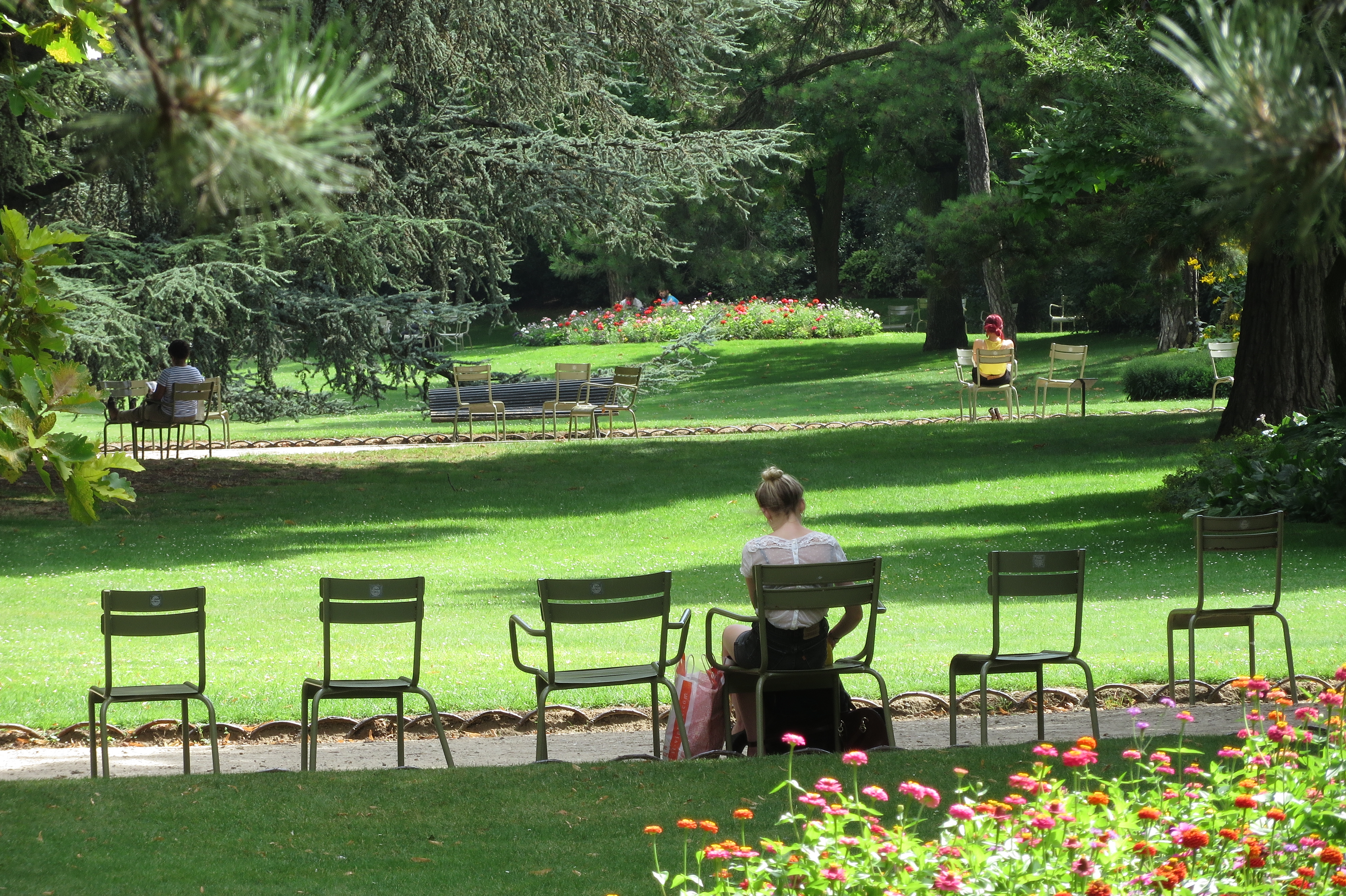
Südwestlicher Teil des Gartens
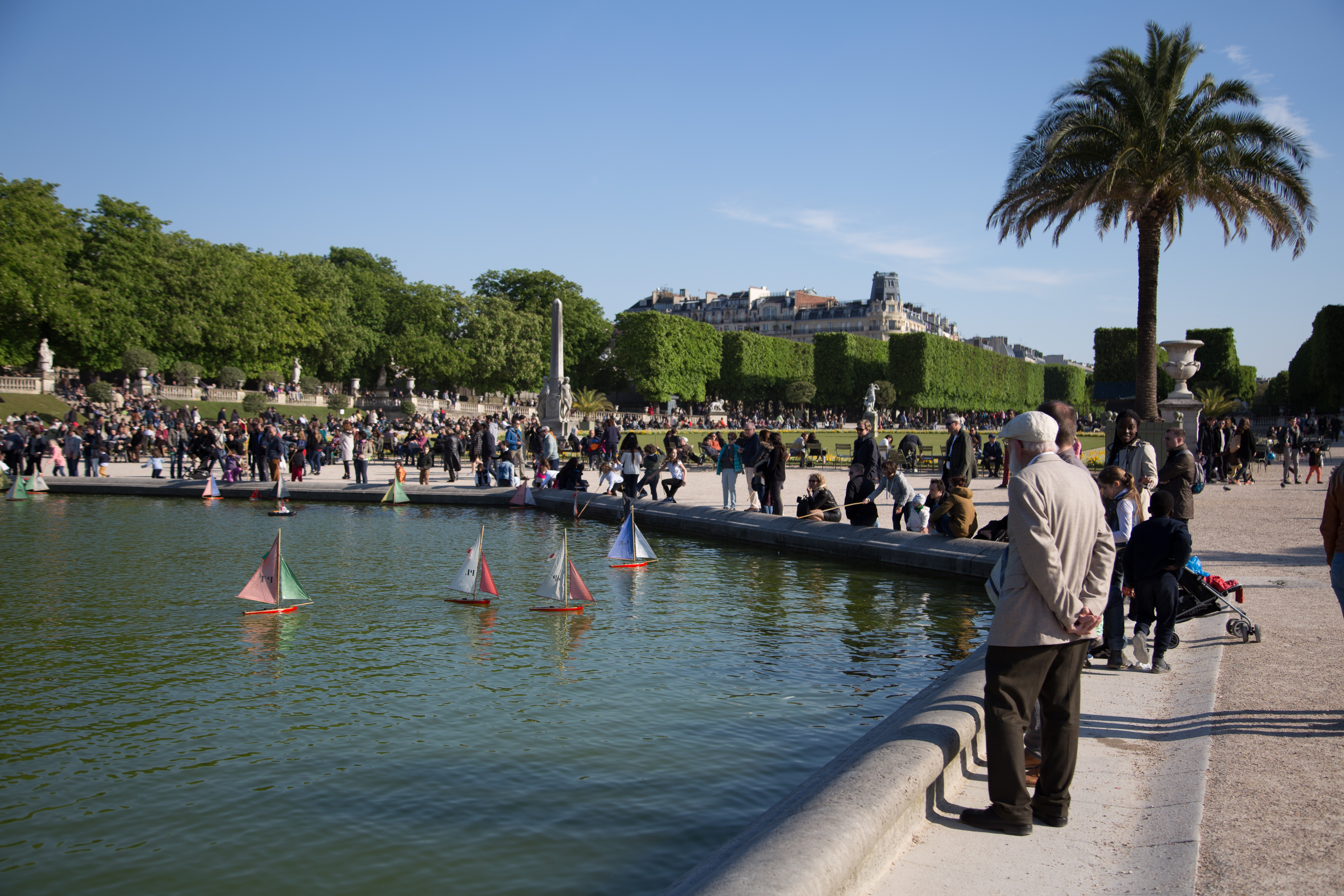
Zentrales Wasserbecken im Jardin du Luxembourg mit Modell-Segelbooten
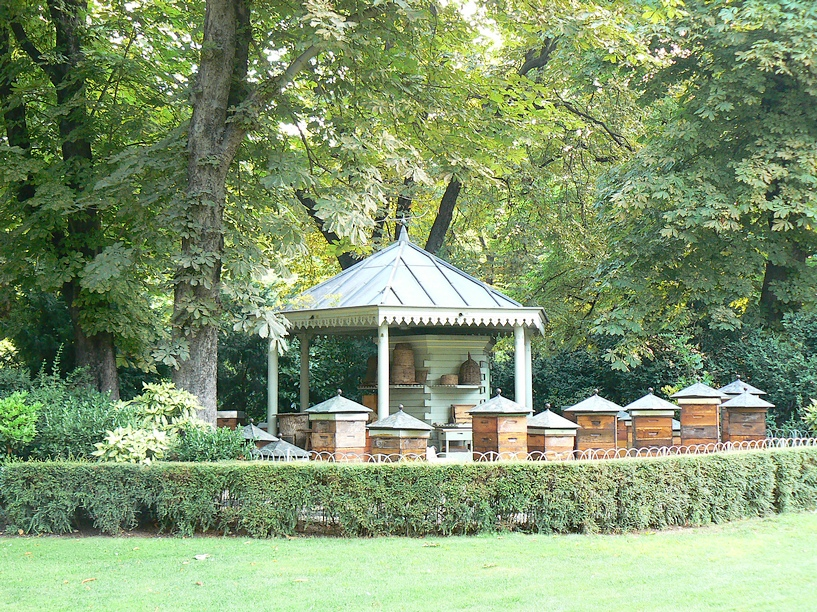
Bienenstöcke der Imkerschule im Jardin du Luxembourg

## Geschichte
Der Garten wurde ab dem Jahr 1611 oder 1612 im Auftrag von Maria von Medici, der aus Italien stammenden Witwe des Königs Heinrich IV. für ihr damals außerhalb der Stadtgrenzen entstehendes Landschloss gestaltet. Diesem lagen wenigstens teilweise die Pläne des Palazzo Pitti in Florenz, in dem Maria von Medici aufgewachsen war, zugrunde. Der Garten wurde unter der Leitung von Thomas Francine, Intendant des Eaux et Fontaines du Roi (königlicher Fontänenmeister), mit Wasser aus dem später sogenannten Aqueduc Médicis versorgt. Obwohl der Südflügel des Palais und der daran anschließende Garten im 19. Jahrhundert starke Veränderungen erfuhren, haben sie sich ein leichtes italienisches Flair bewahrt, das die in Kästen gepflanzten Palmen unterstreichen.
Der ursprüngliche Garten wies bereits große Baumbestände, Blumenrabatten und auch Wasserbecken auf, für deren Speisung zwischen 1613 und 1624 der aus der Nähe von Rungis kommende Aqueduc Médicis gebaut wurde. Auch die vor der Gartenfassade um das zentrale Wasserbecken gegen Süden ausgerichtete hufeisenförmige Rampe mit ihren erhöhten Terrassen existierte in ähnlicher Form schon zu Beginn des 17. Jahrhunderts, erhielt ihre Marmorstatuen, darunter das Standbild der Königin Maria von Medici, aber erst im 19. Jahrhundert. Der Park birgt zahlreiche weitere Statuen und Kunstwerke, unter anderem ein Exemplar der Freiheitsstatue von Auguste Bartholdi (Eingang zum Park: Rue de Fleurus).
Nachdem der Garten 1617 durch Tausch um einen Teil des eingefriedeten Klostergeländes der Kartäuser vergrößert worden war, ließ Ludwig XIV., Enkel der Maria von Medici, die Hufeisenrampe durch die grandiose Perspektive der Avenue de l’Observatoire ergänzen, die den Blick über den ehemals hier festgelegten Pariser Nullmeridian bis zum Pariser Observatorium leitet. Bereits im 17. Jahrhundert zog der Park ein breiteres Publikum an. (Henri Sauval vermerkte 1650, er sei „zuweilen öffentlich, zuweilen nicht“). Im 18. Jahrhundert war der Garten ein beliebter Promenadenort für Literaten: Hier ergingen sich unter anderem Jean-Jacques Rousseau und Denis Diderot.
Im Lauf der Zeit erfuhr die Gartenfläche noch mehrere Veränderungen: 1782 von dem damaligen Besitzer, dem Comte de Provence, dem Bruder Ludwigs XVI. und späteren König Ludwig XVIII. um sechs Hektar amputiert (um die Restaurierung des Schlosses zu finanzieren), wurde er in der Revolution anlässlich der Beschlagnahmung des dem Kartäuserkloster bis dato verbliebenen Besitzes wieder vergrößert.
Von 1817 bis 1859 war Julien-Alexandre Hardy Chefgärtner des Jardin du Luxembourg, der zu dieser Zeit eine der weltweit größten, schönsten und berühmtesten Sammlungen von Rosen besaß, welche ursprünglich von André Dupont (1742–1817), einem der Gärtner von Kaiserin Joséphine, angelegt worden war und von Hardy erheblich erweitert wurde, unter anderem durch eigene neue Rosenzüchtungen.
Schließlich wurde der Park 1865 unter Napoleon III. und seinem Präfekten Georges-Eugène Haussmann durch den Bau der Rue Auguste Comte und von Häusern im Osten und Süden erheblich beschnitten. Dies betraf unter anderem das von Guy de Maupassant besonders geschätzte Gelände der Baumschule (Pépinière) und des Botanischen Gartens. Fünf Petitionen protestierender Bürger, eine davon mit der für damals hohen Zahl von 12.000 Unterschriften, blieben vergeblich.
Der seinerzeit berühmte Rosengarten wurde im Ersten Weltkrieg zerstört.
Ein Betretungsverbot des Parks für Jugendliche und junge Erwachsene um 1970 thematisierte der Chansonnier Maxime Le Forestier in seinem Lied Entre 14 et 40 ans (1973).

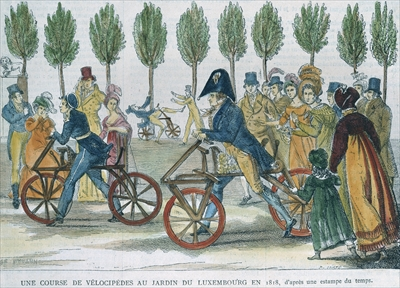
Radrennen, 1818
Jardin du Luxembourg von Albert Edelfelt, 1887
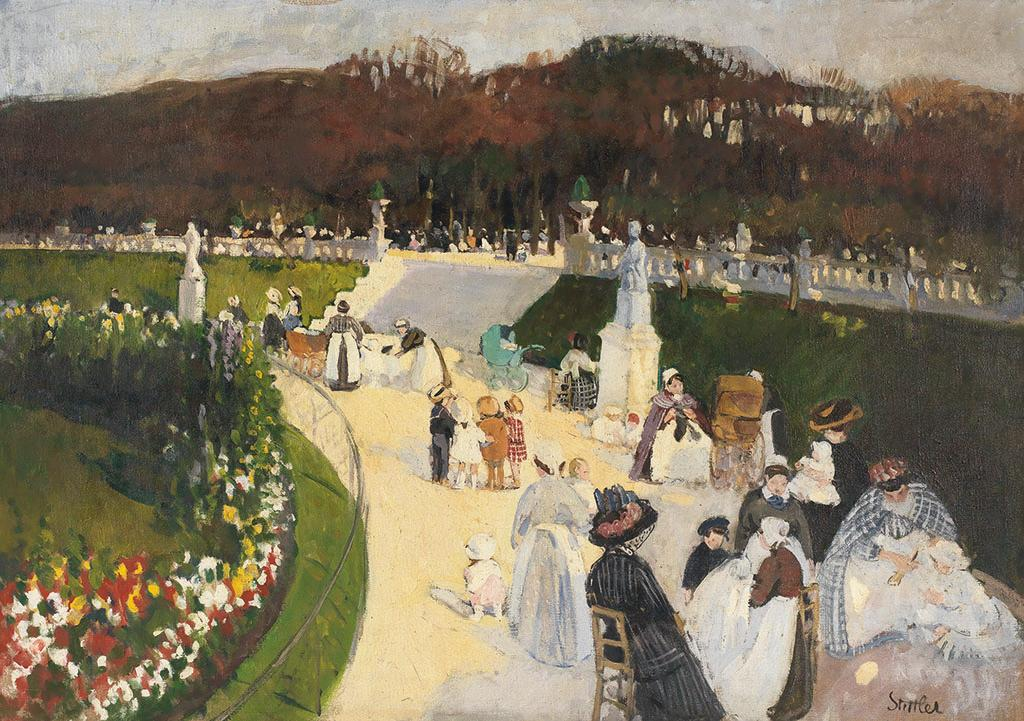
Le parc von Martha Stettler, 1910

## Brunnen

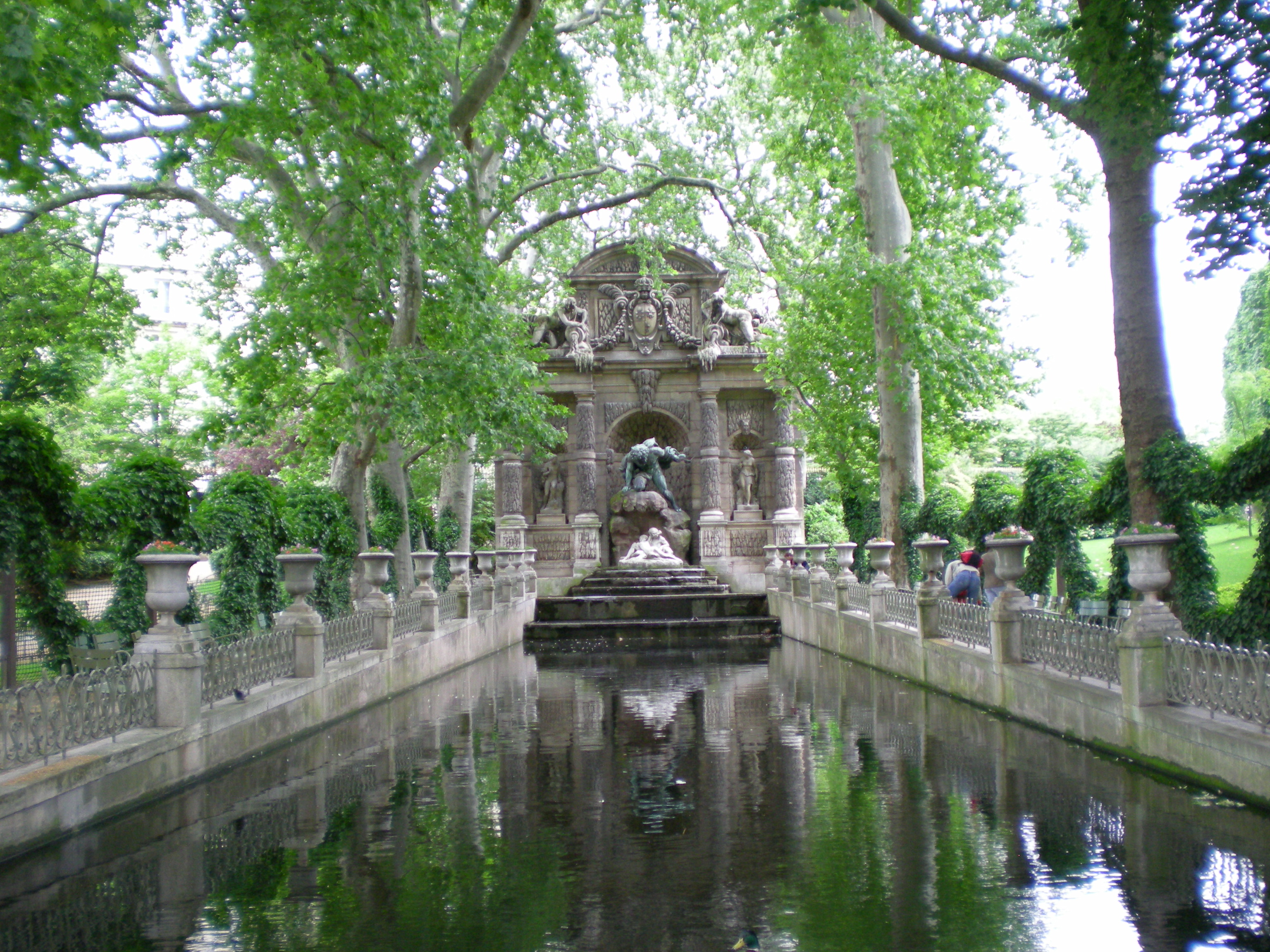
Der Medici-Brunnen (Fontaine Médicis)

- Das zentrale Wasserbecken mit seiner Fontäne und dem Stand für den Verleih von Miniatur-Segelbooten ist beliebter Treffpunkt der Kinder.
- Die Fontaine Médicis (1620), wohl fälschlich Salomon de Brosse zugeschrieben, ist ein grottenförmiges Nymphäum. Es wurde ursprünglich unter der Bezeichnung Grotte du Jardin du Luxembourg wohl von Thomas Francine geplant und ausgeführt.[4][5] 1864 wurde es im Zuge der Trassierung der Rue de Médicis von Alphonse de Gisors an den jetzigen Standort versetzt, umgestaltet und mit Statuen (1866) von Auguste Ottin versehen.
- Die Fontaine du Regard wurde auf Anweisung von Jean Chalgrin von dem früheren Carrefour Saint-Placide (jetzt Rue de Rennes) an die Rückseite der Fontaine Médicis versetzt. Das elegante Marmorrelief Leda und der Schwan (1807) im Stil der Neurenaissance stammt von Achille Valois, die beiden auf der Schrägung des Giebelfeldes ruhenden Wassernymphen (1864) von Jean-Baptiste Klagmann.

## Kunstwerke (Auswahl)
- aus dem 16. Jahrhundert:
  - Der Sieg Davids über Goliath und Nymphe, zwei der Antike nachempfundene Marmorskulpturen auf hohen Säulen (beiderseits des zentralen Wasserbeckens)
- aus der Regierungszeit von Louis Philippe:
  - Standbilder der französischen Königinnen und berühmter Damen Frankreichs (1846–1850), von Auguste Ottin, Augustin Dumont, Jean-Baptiste Klagmann, Jean-Jacques Feuchère und anderen Künstlern (Hufeisenrampe)
- aus der romantischen Epoche:
  - Velleda (1839–1844) von Hippolyte Maindron nach einem Werk von Chateaubriand, eines der plastischen Hauptwerke der Romantik
  - Der tanzende Faun (1851) von Eugène Lequesne

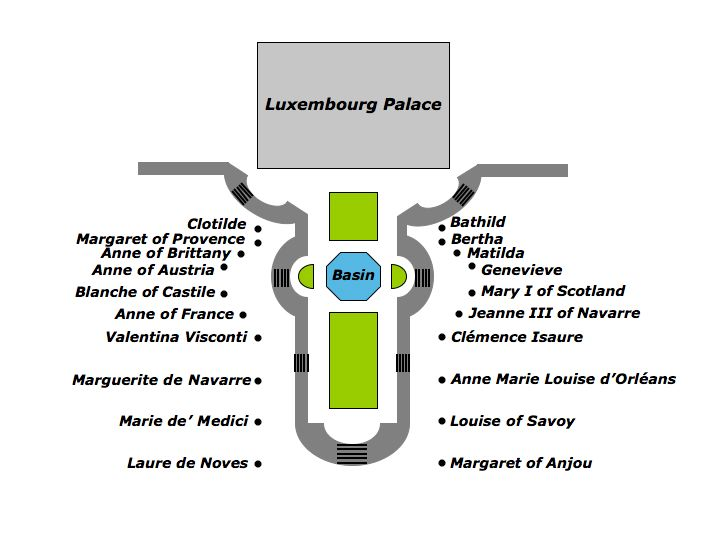
Lageplan der Denkmale von französischen Königinnen und berühmten Frauen

- Bildnisse berühmter Künstler oder Schriftsteller (im Uhrzeigersinn vom östlichen Tor der Rue de Vaugirard ausgehend):
  - Murger (1895) von Théophile Bouillon (im nordöstlichen Bereich)
  - Charles Leconte de Lisle (1898) mit einer Ruhmesgöttin, von Denys Puech (im östlichen Bereich)
  - George Sand (1905) von François Sicard (idem)
  - Stendhal, Bronzemedaillon von Auguste Rodin nach David d’Angers (idem)
  - Flaubert von Auguste Clésinger (idem)
  - Der Maskenhändler (1883) mit einem bemerkenswerten Sockel, der die Masken von Corot, Alexandre Dumas dem Älteren, Hector Berlioz, Carpeaux, Jean-Baptiste Faure, Eugène Delacroix, Honoré de Balzac und Barbey d’Aurevilly zeigt, von Zacharie Astruc
  - Baudelaire von Fix-Masseau (im südlichen Bereich)
  - La comtesse de Ségur (1910) von Jean Boucher (idem)
  - Watteau (1896), Zinnbüste und Allegorie der Jugend im Stil der galanten Malerei des 18. Jahrhunderts, von Henri Gauquiné (idem)
  - Eustache Le Sueur (1858) von Honoré Husson (idem)
  - José-Maria de Heredia von Victor Ségoffin (idem)
  - Sainte-Beuve (1898) von Denys Puech (idem)
  - Chopin (1900) von Georges Dubois (im westlichen Bereich)
  - Paul Verlaine von Rodo (idem)
  - Beethoven, Bronzebüste von Antoine Bourdelle (in der südwestlichen Ecke)
  - Delacroix (1890), Ehrenmal mit Allegorien der Zeit und des Ruhmes und einem Schutzengel der Künste, eines der Hauptwerke im Luxembourg-Garten, von Jules Dalou (im Norden an der Abgrenzung des Petit Luxembourg)

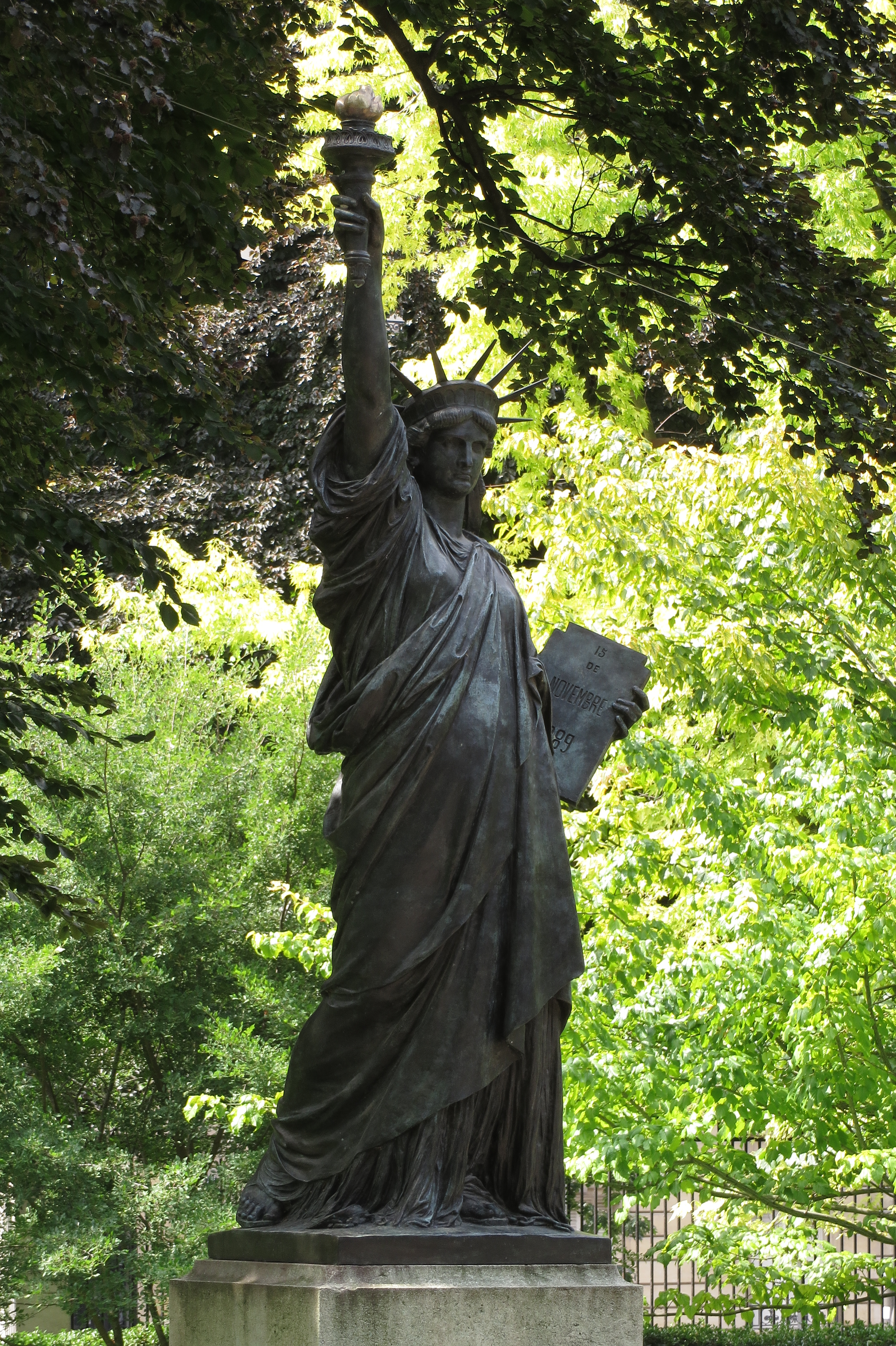
Freiheitsstatue nach Auguste Bartholdi
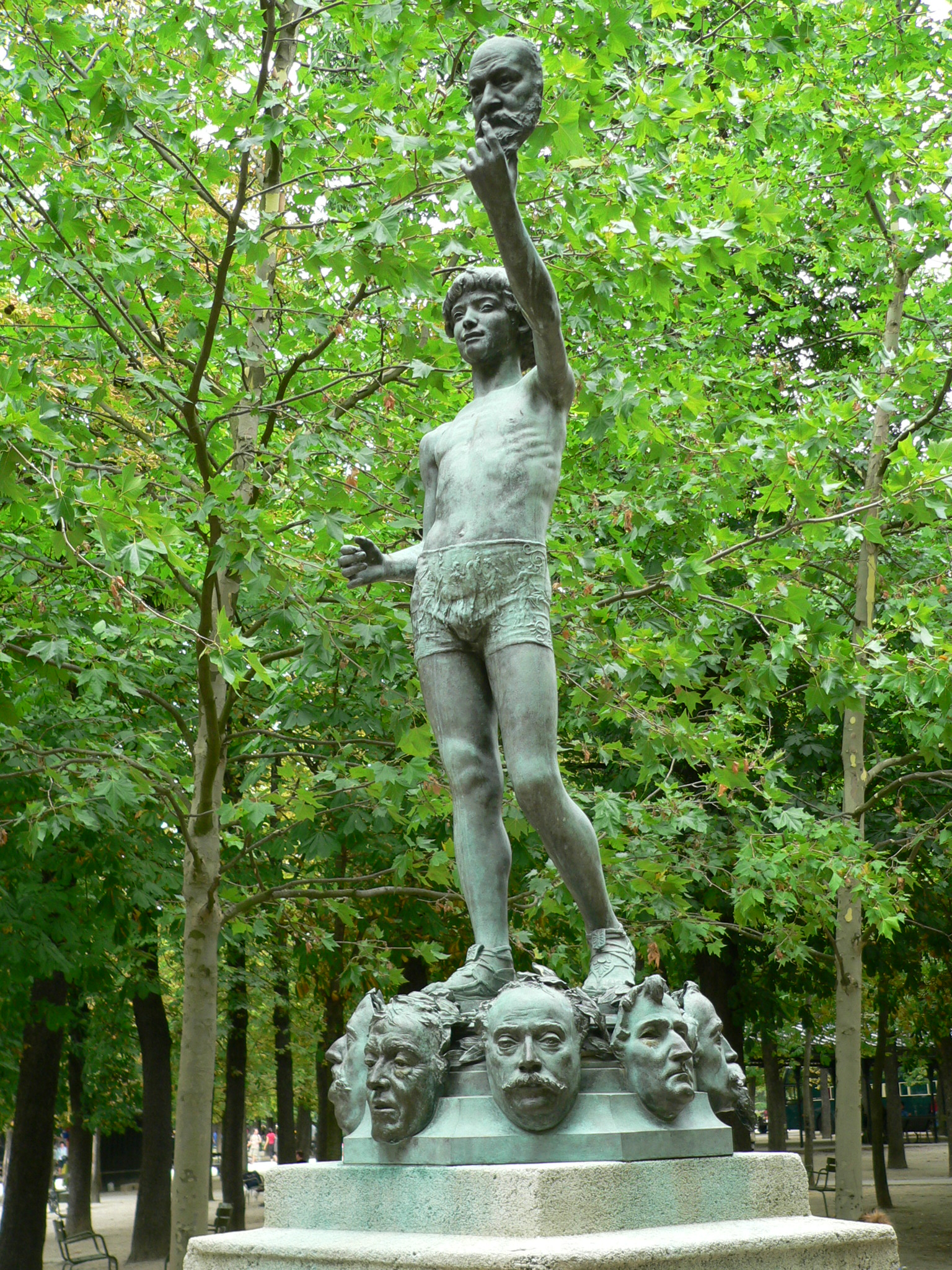
Zacharie Astruc: Der Maskenhändler (1883)

## Verschiedenes
Das eigens für den Park entwickelte Gestühl „Luxembourg“ findet heute eine weltweite Verbreitung.

## Filme
- Europas schönste Parks. Paris: Jardin du Luxembourg und Tuilerien. Dokumentarfilm, Deutschland, 2016, 43:12 Min., Buch und Regie: Christian Schidlowski, Produktion: a&o buero, ZDF, arte, Reihe: Europas schönste Parks, Erstsendung: 20. Februar 2017 bei arte, Inhaltsangabe von ARD.
- Magische Gärten – Luxemburg-Garten. (OT: Jardins d’ici et d’ailleurs – Jardin du Luxembourg.) Dokumentarfilm, Frankreich, 2018, 26:09 Min., Buch: Sylvie Steinebach und Jean-Philippe Teyssier, Regie: Lelio Moehr, Moderation: Jean-Philippe Teyssier, Produktion: Bo Travail!, arte France, Reihe: Magische Gärten (OT: Jardins d’ici et d’ailleurs), deutsche Erstausstrahlung: 1. April 2021 bei arte, Inhaltsangabe von ARD, online-Video aufrufbar bis zum 30. Mai 2021.